# 窺視廚房塔

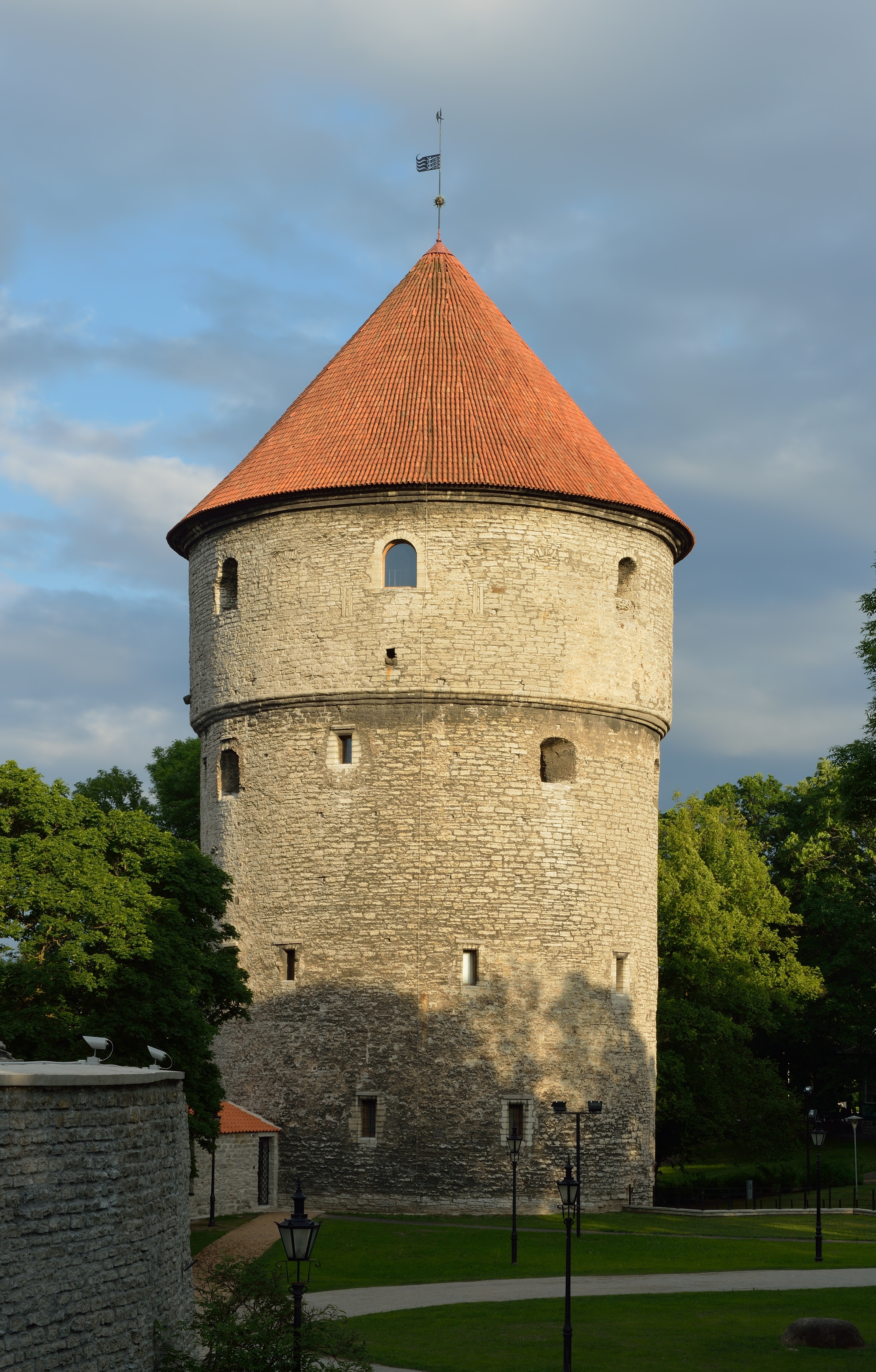
位于塔林的窺視廚房塔

窺視廚房塔（低地德語：Kiek in de Kök）是位於愛沙尼亞塔林的一座砲塔，修建於1475年。因士兵可以在塔內窺視附近住家的廚房，因此得名。窺視廚房塔高38米，牆壁厚4米。在二十世紀時，窺視廚房塔得到了修復。現在窺視廚房塔是一座博物館。
“窺視廚房”是中古低地德語中塔的綽號，塔林歷史上曾加入過汉萨同盟，漢薩同盟通用语為低地德語。除塔林外，波兰的格但斯克和德国的马格德堡也留有同名古塔。

## 外部連結
- 维基共享资源上的相關多媒體資源：窺視廚房塔
- （英文） Tallinn tower

59°26′05.1″N 24°44′28.5″E / 59.434750°N 24.741250°E